# James Milligan
James Milligan (* 5. April 1928 in Halifax/Nova Scotia; † 28. November 1961 in Basel) war ein kanadischer Sänger (Bassbariton).

## Leben
Milligan studierte von 1948 bis 1955 am Royal Conservatory of Music in Toronto bei Emmy Heim und Leslie Holmes und trat in der Region von Toronto als Konzert- und Oratoriensänger auf. 1951 war er einer der zwei Gewinner des Gesangswettbewerbes Nos Futures Étoiles. Mehrfach trat er in dieser Zeit mit Louis Marshall und Jon Vickers sowie mit dem Toronto Mendelssohn Choir (unter anderem in der Titelrolle des Elias und als Christus in der Matthäus-Passion und 1954 im Messiah in der Carnegie Hall) auf. 1954 gewann er den Rundfunkwettbewerb Singing Stars of Tomorrow.
In den 1950er Jahren erwarb er einen Ruf als dramatischer Bariton zunächst in Aufführungen der Opernschule des Royal Conservatory, dann der Canadian Opera Company. So sang er den Marcello in La Bohème, den Monterone in Rigoletto und den Cancian in School for Fathers (1954), den Vater Germont in La Traviata (1955) und den Don Carlo in La forza del destino (1959).
1957 gewann er den Ersten Preis beim Internationalen Musikinterpretenwettbewerb in Genf und vervollkommnete dann seine Ausbildung bei Roy Henderson in London. Dort wurde der Dirigent Malcolm Sargent auf ihn aufmerksam, unter dessen Leitung er unter anderem in La damnation de Faust, The Dream of Gerontius, Gabriel Faurés Requiem und William Waltons Belshazzar's Feast auftrat. Auch an mehreren Schallplattenaufnahmen von Operetten von Gilbert und Sullivan unter Leitung von Sargent wirkte er mit.
An der Covent Garden Opera sang er den Escamillo in Carmen und den Don Carlo in La forza del destino. Bei den Bayreuther Festspielen hatte er 1961 ein überaus erfolgreiches Debüt als Wanderer in der Oper Siegfried neben Birgit Nilsson und Hans Hopf. Wenige Monate später starb er unerwartet während einer Probe in Basel an einem Herzinfarkt.